# 30. studenoga
30. studenoga (30. 11.) 334. je dan godine po gregorijanskom kalendaru (335. u prijestupnoj godini).
Do kraja godine ima još 31 dan.

## Događaji
- 1919. – Osnovana Zagrebačka filharmonija
- 2005. – Završila je primarna misija letjelice Mars Express

| - 1508. – Andrea Palladio, talijanski graditelj († 1580.) - 1667. – Jonathan Swift, engleski književnik († 1745.) - 1768. – Jędrzej Śniadecki, poljski znanstevnik i književnik († 1838.) - 1755. – Vinko Knežević, hrvatski barun i podmaršal († 1832.) - 1817. – Theodor Mommsen, njemački povjesničar i političar († 1903.) - 1835. – Mark Twain, američki književnik († 1910.) - 1869. – Gustaf Dalén, švedski inženjer i nobelovac († 1937.) - 1870. – Frano Supilo, hrvatski političar i publicist († 1917.) - 1889. – Edgar Douglas Adrian, britanski liječnik i nobelovac († 1977.) - 1969. – Marin Lalić, hrvatski nogometaš - 1980. – Martin Semenčić, hrvatski dizajner zvuka i filmski montažer († 2023.) - 1990. – Mia Anočić Valentić, hrvatska televizijska, kazališna i filmska glumica. | - 1472. – Janus Pannonius, hrvatski humanist, pjesnik i diplomat (* 1434.) - 1845. – Nils Gabriel Sefström, švedski kemičar i ponovni otkrivač vanadija (* 1787.) - 1895. – Bogoslav Šulek, hrvatski jezikoslovac, povjesničar, publicist i leksikograf (* 1816.) - 1900. – Oscar Wilde, irski književnik (* 1854.) - 1979. – Ante Premužić, hrvatski šumarski inženjer i nastavnik - 1990. – Norman Cousins, američki novinar, borac za svjetski mir (* 1915.) - 2016. – Ante Stamać, hrvatski akademik, pjesnik, teoretičar književnosti, esejist i prevoditelj (* 1939.) - 2016. – Mihail Ostrovidov, hrvatski novinar, televizijski i filmski snimatelj (* 1930.) - 2018. – Dražen Vukov Colić, hrvatski diplomat, novinar i urednik (* 1944.) |

## Blagdani i spomendani
- Dan državnosti u Barbadosu
- Dan sv. Andrije